# Marko Maksimović
Marko Maksimović (serbisch-kyrillisch Марко Максимовић; * 12. Februar 2006) ist ein serbischer Tennisspieler.

## Karriere
Maksimović war von 2021 bis 2024 auf der ITF Junior Tour aktiv. Im Jahr 2024 nahm er an zwei Grand-Slam-Turnieren teil und erreichte im Doppel bei den Wimbledon Championships die zweite Runde. Bei Turnieren niedrigerer Kategorien verzeichnete er insgesamt sechs Einzeltitel und acht Doppelsiege, darunter drei in der Kategorie J300, der dritthöchsten Stufe der Tour. Seine beste Platzierung in der Junioren-Rangliste war im Mai 2024 mit Rang 12.
Sein erstes Profiturnier bestritt Maksimović im Jahr 2022. Im Jahr 2023 erreichte er auf der drittklassigen ITF Future Tour zweimal das Viertelfinale, was ihm die ersten Punkte für die Weltrangliste einbrachte. Außerhalb der Future Tour trat der Serbe auf der ATP Tour bei den Belgrade Open 2024 an, wo er gemeinsam mit Branko Đurić dank einer Wildcard in der Doppelkonkurrenz spielte. Dort mussten sie sich der ecuadorianischen Paarung Gonzalo Escobar und Diego Hidalgo klar geschlagen geben.